# Rades Grises
Els ports èlfics de Mithlond o les Rades Grises fou un port èlfic del golf de Lune, al nord-oest de la Terra Mitjana, el món fictici d'en J. R. R. Tolkien.
Foren fundades a l'inici de la Segona Edat pels Elfs de Beleriand supervivents, els que van escollir quedar-se a la Terra Mitjana després de les guerres contra Mórgoth. Posteriorment fou utilitzat pels Elfs per abandonar la Terra Mitjana cap a Vàlinor. Les Rades Grises formaven part de Lindon, el reialme de Gil-galad, el darrer dels reis suprems dels nóldor a la Terra Mitjana.
Segons el mapa de la Terra Mitjana, els ancoraments de Mithlond estan dividits en Harlond (la rada-sud) i Forlond (rada-nord), que ocupen la vora sud i nord, respectivament, del riu Lune.
A causa de la seva importància cultural i espiritual per als Elfs, Mithlond va acabar convertint-se en 
el primer assentament èlfic a l'oest de les Muntanyes Boiroses, anterior a l'establiment d'Erègion i, posteriorment, d'Imladris. Fins i tot després de la mort de Gil-galad i la disminució dels elfs, Mithlond es mantingué com a punt important de la història del nord-oest de la Terra Mitjana.
Círdam, el Mestre d'Aixa, fou el mestre de les Rades des de la seva fundació; Galdor de les Rades fou un dels habitants de Mithlond, conegut per ser el missatge de Círdan al Concili d'Èlrond.
Juntament amb elfs, Gàndalf, Bilbo Saquet i Frodo Saquet també van viatjar cap a Vàlinor des de les Rades Grises, l'any 1484 segons el còmput de la comarca.